# アウシュウィツの女囚

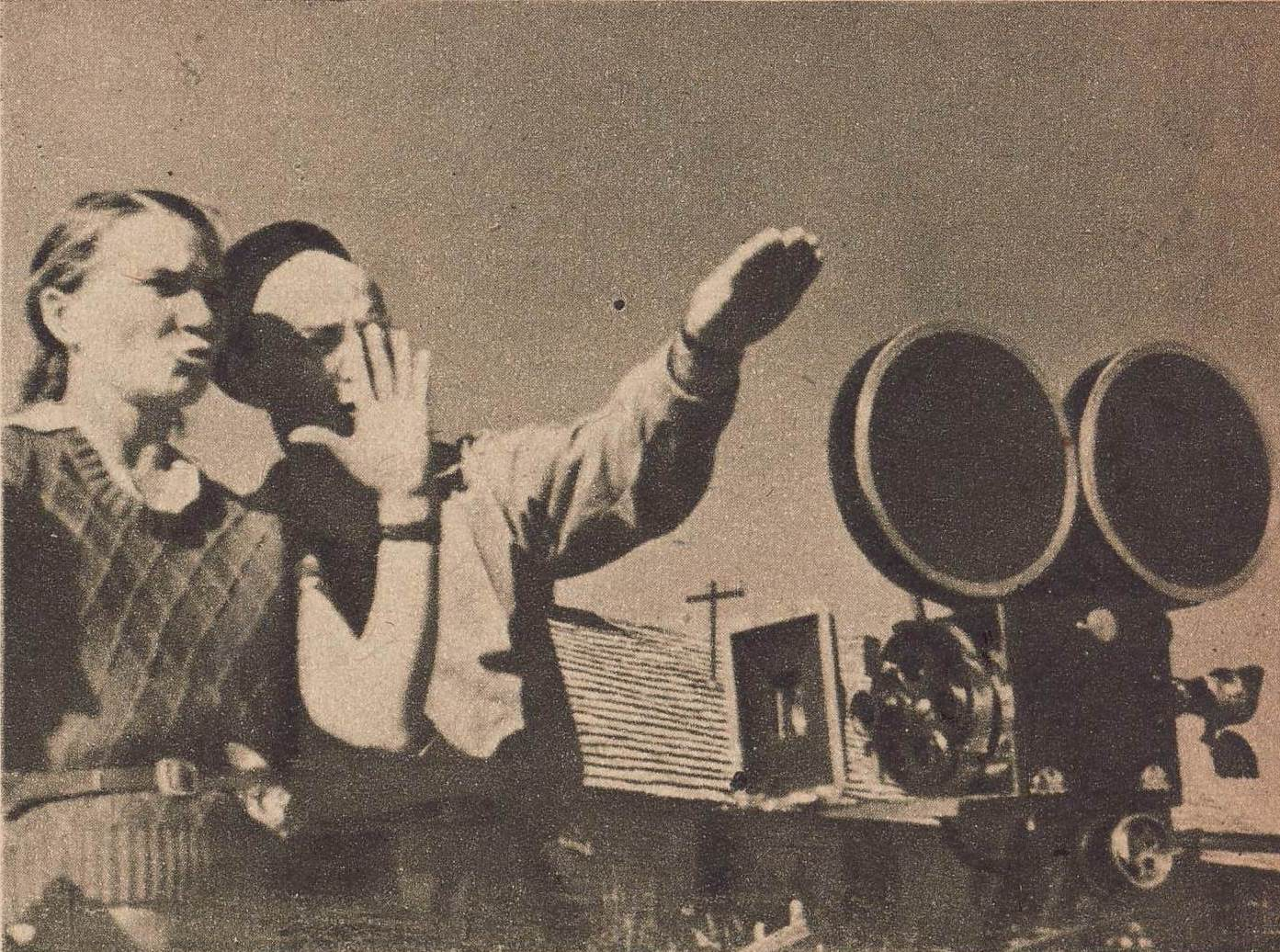
撮影中のヤクボフスカ監督

『アウシュウィツの女囚』（アウシュウィツのじょしゅう、波: Ostatni etap）とは、1948年に公開されたポーランドのドラマ映画。日本では、戦後初めて公開されたポーランド映画になる。第2次世界大戦中のアウシュヴィッツ強制収容所での経験を描く。監督・共同脚本はヴァンダ・ヤクボフスカ。日本初公開時は「ワンダ・ヤクボウスカ」と表記されていたが、1988年に再公開された時、「ワンダ・ヤクボフスカ」に、また題名も『アウシュビッツの女囚』に変更された。
通訳をさせられるマルタのキャラクターはベルギー人のマラ・ジメトバウムの実話に基づいている。
ホロコーストを扱った最初期の映画の1本で、『シンドラーのリスト』のスティーヴン・スピルバーグなど後の映画監督たちに広く引用されている。

## あらすじ
アウシュヴィッツ強制収容所につれてこられたマルタは多言語を話すことができたため通訳を任される。女医エフゲニアも囚人で患者の治療に最善を尽くしているが、物資が不足している。国際監視団が収容所に来た時、エフゲニアはマルタから習った片言のドイツ語で窮状を訴える。しかし、精神疾患とされ、誰からドイツ語を教わったか訊問される。エフゲニアは回答を拒否し、拷問の末に死ぬ。
薬屋の妻である女囚ラルニアは女医だと嘘をついてエフゲニアの後釜になる。薬を服や香水のような贅沢品と交換するなど横流しする。不正が見破られそうになると、相手を密告し闇に葬る。
マルタはレジスタンスの放送局に収容所の真実を知らされるため逃亡するが、逮捕され連れ戻される。絞首刑で死刑に処せられた時、マルヤはソ連軍の飛行機の音を聞く。

## キャスト
- ヘレナ：ワンダ・バルトウナ
- マルタ：バルバラ・ドラピニュスカ
- ミシェル：ユゲット・ファジェ
- ジプシー：ゾフィア・ムロゾフスカ
- 左から、アーネリカ：Barbara Fijewskaとナディア：Maria Winogradowa
- エルザ：Barbara Rachwalska
- 収容所司令官：Wladyslaw Brochowicz

## 公開と評価
1948年、カルロヴィ・ヴァリ国際映画祭でグランプリにあたるクリスタル・グローブ賞を受賞した。